# Gubbgöl (Östra Ryds socken, Östergötland)
Gubbgöl är en sjö i Söderköpings kommun i Östergötland och ingår i Söderköpingsåns huvudavrinningsområde.